# جوجوبی
جوجوبی (به انگلیسی: Jujubee) (زاده ۲۱ ژوئن ۱۹۸۴) زن‌پوش و شخصیت تلویزیونی آمریکایی است.